# 浅野和生 (考古学者)
浅野 和生（あさの かずお、男性、1956年4月25日 - ）は、日本の美術史家。愛知教育大学名誉教授。西洋美術史専攻。

## 来歴
大阪府出身。大阪府立豊中高等学校、大阪大学文学部卒業。同大学院文学研究科博士後期課程中退。ギリシア国立アテネ工科大学に留学。
愛知教育大学助手、助教授を経て教授。ビザンティン美術を専門分野とし、トルコ南西部地中海岸のゲミレル島（サンタクロースの島）の発掘調査団の団長をつとめた。2012年より日本ビザンツ学会代表。
2022年、愛知教育大学を定年退職。同大学名誉教授。

## 著書
- 『光は東方より』（1994年、講談社、共著）
- 『世界美術大全集』第６巻『ビザンティン美術』（1997年、小学館、共著）
- 『イスタンブールの大聖堂——モザイク画が語るビザンティン帝国』（2003年、中公新書）
- 『サンタクロースの島——地中海岸ビザンティン遺跡発掘記』（2006年、東信堂）
- INAXミュージアムブック『ゆらぎモザイク考』（2009年、INAX出版、共著）
- 『ヨーロッパの中世美術——大聖堂から写本まで』（2009年、中公新書）
- 『図説　中世ヨーロッパの美術』（2018年、河出書房新社）
- 『エルサレムの歴史と文化』（2023年、中公新書）

### 編
- The Island of St. Nicholas. Excavation and Survey of Gemiler Island Area, Lycia, Turkey (Osaka University Press, 2010).

## 受賞歴
1999年 辻荘一・三浦アンナ記念学術奨励金